# Mihály András (hisztológus)
Mihály András (1952. június 14. –) orvos, anatómus és hisztológus, egyetemi tanár, a Magyar Tudományos Akadémia doktora.
Szülei Mihály Endre főiskolai docens, Katona Ilona általános iskolai tanár.
A Szegedi Tudományegyetem Anatómiai, Szövet- és Fejlődéstani Intézetének igazgatója 1998 és 2017 között.